# La Symphonie du Donbass
Pour plus de détails, voir Fiche technique et Distribution.
La Symphonie du Donbass (en russe Энтузиазм (Симфония Донбасса), Entouziazm (Simfoniya Donbassa)) est un film documentaire soviétique réalisé par Dziga Vertov et sorti en 1930.

## Synopsis
Les premiers plans montrent des plans de croyants se signant devant une église et ses icônes juxtaposés à ceux d'ivrognes gisant dans la rue. Puis des masses laborieuses se dirigent vers une église, abattent les croix et coupoles et évacuent les icônes. Elles les remplacent par des étoiles rouges.
Un appel est lancé pour pallier une pénurie de charbon, et accomplir les objectifs du plan quinquennal. Sur un fond de musique de marche militaires et de bruitisme, les travailleurs du Donbass se mettent alors massivement au travail: des wagons de charbon sont préparés, des usines sidérurgiques peuvent entrer en action, enfin les kolkhozes, équipés dès lors de tracteurs, finissent à temps les récoltes.

## Fiche technique
- Monteuse : Elisabeth Svilova
- Musique : Dmitri Chostakovitch, Nikolaï Timofeev